# Prosopocera viridis
Prosopocera viridis är en skalbaggsart som först beskrevs av Hintz 1911.  Prosopocera viridis ingår i släktet Prosopocera och familjen långhorningar.
Artens utbredningsområde är Gabon. Inga underarter finns listade i Catalogue of Life.